# Милица Ђорђевић
Милица Ђорђевић (23. септембар 1940) је бивша српска и југословенска рукометашица. Са репрезентацијом Југославијом освојила је сребрну медаљу на Светском првенству 1971. године у Холандији. Добитник је националног признања Републике Србије.